# Inopsis funerea
Inopsis funerea là một loài bướm đêm thuộc phân họ Arctiinae, họ Erebidae.